# آرثر هنري وليامز
آرثر هنري وليامز (بالإنجليزية: Arthur Henry Williams)‏ هو نقابي وسياسي بريطاني وكندي، ولد في 4 ديسمبر 1894 في المملكة المتحدة، وتوفي في 4 أكتوبر 1968 في بيكرينغ في كندا. حزبياً، نشط في Co-operative Commonwealth Federation ‏. وقد انتخب عضو برلمان مقاطعة أونتاريو وانتخب عضو مجلس العموم الكندي.